# Pelochyta guatemalae
Pelochyta guatemalae är en fjärilsart som beskrevs av Embrik Strand 1919. Pelochyta guatemalae ingår i släktet Pelochyta och familjen björnspinnare. Inga underarter finns listade i Catalogue of Life.